# París-Niça 1938
La París-Niça 1938 fou la 6a edició de la París-Niça. És un cursa ciclista que es va disputar entre el 23 i el 27 de març de 1938. La cursa fou guanyada pel belga Jules Lowie, de l'equip Mercier-Hutchinson, per davant d'Albertin Disseaux (Helyett-Hutchinson) i Antoine van Schendel (France Sport-Wolber). La prova es decidí per un escàs marge de temps, ja que menys d'un minut separà el primer del segon classificat de la general.
Es crea una classificació per punts que també guanya Jules Lowie. Per equips, s'imposa el conjunt Mercier-Hutchinson.
El reglament torna a modificar-se. Es permet el canvi de rodes entre corredors del mateix equip. S'elimina la crontrarrellotge per equips i l'eliminació per retard en la classificació general.

## Participants
En aquesta edició de la París-Niça hi preneren part 70 corredors dividits en 7 equips: Urago-Wolber, France Sport-Wolber, Genial Lucifer-Hutchinson, Lucien Michard-Wolber, Tendil-Hutchinson, Helyett-Hutchinson i Mercier-Hutchinson. La prova l'acabaren 26 corredors. Per primer cop en la història de la prova no hi ha corredors individuals.

## Resultats de les etapes
| Etapes   | Data       | Recorregut            | Km     | Vencedor d'etapa     | Líder de la general |
| -------- | ---------- | --------------------- | ------ | -------------------- | ------------------- |
| 1a etapa | 23 de març | París-Nevers          | 219 km | Pierre Jaminet       | Pierre Jaminet      |
| 2a etapa | 24 de març | Nevers-Saint-Étienne  | 230 km | Auguste Mallet       | Albertin Disseaux   |
| 3a etapa | 25 de març | Saint-Étienne-Aurenja | 186 km | Raymond Lemarie      | Albertin Disseaux   |
| 4a etapa | 26 de març | Aurenja-Marsella      | 230 km | René Debenne         | Albertin Disseaux   |
| 5a etapa | 27 de març | Marsella-Niça         | 265 km | Antoine van Schendel | Jules Lowie         |

## Etapes

### 1a etapa
23-03-1938. París-Nevers, 219 km.
Sortida real al Carrefour de la Belle Épine de Thiais
|   | Ciclista          | Equip                     | Temps      |
| - | ----------------- | ------------------------- | ---------- |
| 1 | Pierre Jaminet    | Genial Lucifer-Hutchinson | 5h 48' 16" |
| 2 | Jean Fréchaut     | France Sport-Wolber       | m. t.      |
| 3 | Albertin Disseaux | Helyett-Hutchinson        | m. t.      |

### 2a etapa
24-03-1938. Nevers-Saint-Étienne, 230 km.
|   | Ciclista          | Equip              | Temps      |
| - | ----------------- | ------------------ | ---------- |
| 1 | Auguste Mallet    | Helyett-Hutchinson | 6h 02' 25" |
| 2 | Albertin Disseaux | Helyett-Hutchinson | m. t."     |
| 3 | Jules Lowie       | Mercier-Hutchinson | +2' 19"    |

### 3a etapa
25-03-1938. Saint-Étienne-Aurenja, 186 km.
|   | Ciclista        | Equip                     | Temps      |
| - | --------------- | ------------------------- | ---------- |
| 1 | Raymond Lemarie | Genial Lucifer-Hutchinson | 5h 27' 46" |
| 2 | Jean Fréchaut   | France Sport-Wolber       | m. t.      |
| 3 | Karl Litschi    | Urago-Wolber              | m. t.      |

### 4a etapa
26-03-1938. Aurenja-Marsella, 230 km.
|   | Ciclista       | Equip                     | Temps      |
| - | -------------- | ------------------------- | ---------- |
| 1 | René Debenne   | Mercier-Hutchinson        | 5h 50' 06" |
| 2 | Pierre Jaminet | Genial Lucifer-Hutchinson | m. t.      |
| 3 | André Auville  | Genial Lucifer-Hutchinson | m. t.      |

### 5a etapa
27-03-1938. Marsella-Niça, 265 km.
Arribada situada al Moll dels Estats Units. Albertin Disseaux, líder des de la segona etapa, només té 30 segons d'avantatge respecte a Jules Lowie. Aquest aconsegueix emportar-se la prova gràcies a un atac a 7 km de meta.
|   | Ciclista             | Equip               | Temps      |
| - | -------------------- | ------------------- | ---------- |
| 1 | Antoine van Schendel | France Sport-Wolber | 7h 33' 00" |
| 2 | Julián Berrendero    | France Sport-Wolber | + 34"      |
| 3 | Jules Lowie          | Mercier-Hutchinson  | m. t.      |

## Classificacions finals

### Classificació general
|    | Ciclista             | Equip                     | Temps       |
| -- | -------------------- | ------------------------- | ----------- |
| 1  | Jules Lowie          | Mercier-Hutchinson        | 30h 45' 20" |
| 2  | Albertin Disseaux    | Helyett-Hutchinson        | + 54"       |
| 3  | Antoine van Schendel | France Sports-Wolber      | + 1' 47"    |
| 4  | Pierre Jaminet       | Genial Lucifer-Hutchinson | + 2' 22"    |
| 5  | Georges Christiaens  | Mercier-Hutchinson        | + 2' 31"    |
| 6  | Gaston Rebry         | Mercier-Hutchinson        | m. t.       |
| 7  | Julián Berrendero    | France Sport-Wolber       | + 5' 09"    |
| 8  | Raymond Louviot      | Mercier-Hutchinson        | + 6' 35"    |
| 9  | Joseph Magnani       | Urago-Wolber              | + 6' 52"    |
| 10 | Karl Litschi         | Urago-Wolber              | + 7' 02"    |

## Evolució de les classificacions
| Etapa (Vencedor)                | Classificaió general |
| ------------------------------- | -------------------- |
| 0Etapa 1 (Pierre Jaminet)       | Pierre Jaminet       |
| 0Etapa 2 (Auguste Mallet)       | Albertin Disseaux    |
| 0Etapa 3 (Raymond Lemaire)      | Albertin Disseaux    |
| 0Etapa 4 (René Debenne)         | Albertin Disseaux    |
| 0Etapa 5 (Antoine van Schendel) | Jules Lowie          |